# (5292) 1991 AJ1
(5292) 1991 AJ1 là một tiểu hành tinh vành đai chính. Nó được phát hiện bởi Hitoshi Shiozawa và Minoru Kizawa ở Fujieda, Shizuoka Prefecture, Nhật Bản, ngày 12 tháng 1 năm 1991.